# Віггенсбах
Віггенсбах (нім. Wiggensbach) — громада в Німеччині, знаходиться в землі Баварія. Підпорядковується адміністративному округу Швабія. Входить до складу району Оберальгой.
Площа — 31,83 км2. Населення становить 5049 ос. (станом на 31 грудня 2020).